# Голо оръжие
„Голо оръжие“ или „Голият пищов“ (на английски: The Naked Gun/The Naked Gun: From the Files of Police Squad!) е американска криминална комедия от 1988 г. на режисьора Дейвид Зукър и е пуснат от „Парамаунт Пикчърс“. Във филма участват Лесли Нилсен, Присила Пресли, Рикардо Монталбан, Джордж Кенеди, О Джей Симпсън и др.
Премиерата на филма е на 2 декември 1988 г. и е последван от две продължения – „Голо оръжие 2 и 1/2“ (1991) и „Голо оръжие 33 и 1/3: Последната обида“ (1994).

## Актьорски състав
| Актьор            | Роля                                                       |
| ----------------- | ---------------------------------------------------------- |
| Лесли Нилсен      | Франк Дребин – полицейски лейтенант                        |
| Присила Пресли    | Джейн Спенсър – асистентка на Лудвиг и приятелка на Дребин |
| Рикардо Монталбан | Винсент Лудвиг – индустриален магнат                       |
| Джордж Кенеди     | Ед Хокън – полицейски капитан, шеф на Дребин               |
| О Джей Симпсън    | Нордбърг – полицейски детектив, колега на Дребин           |
| Сюзън Бобиан      | Уилма Нордбърг – съпруга на Нордбърг                       |
| Нанси Марчанд     | Лилиан Баркли – кмет на Лос Анджелис                       |
| Рей Бирк          | Папшмир – представител на терористична групировка          |
| Жанет Чарлз       | Кралица Елизабет II                                        |
| Тони Брафа        | Енрико Палацо – известен певец                             |
| Джо Грифаси       | докер на пристан 32                                        |
| Лорънс Тиърни     | управител на бейзболен клуб «Los Angeles Angels»           |
| Реджи Джаксън     | полеви играч на бейзболен клуб «Los Angeles Angels»        |
| Уинифред Фридман  | Стефани – ученичка в автошкола                             |
| Джон Хаусман      | инструктор по шофиране                                     |
| Уиърд Ал Янкович  | себе си                                                    |

## В България
В България филмът е издаден на VHS от „Александра Видео“ през 1994 г.
На 22 март 2006 г. е излъчен по „Би Ти Ви“ в сряда от 20:00 ч.
На 11 октомври 2008 г. е излъчен по „Диема“, и се излъчват повторения по „Нова телевизия“ и „Кино Нова“.
Повторенията на филма се излъчват по „Фокс“, заедно с трите филма.
Български дублаж
| Озвучаващи артисти  | Христина Ибришимова Ани Василева Здравко Методиев Силви Стоицов Емил Емилов Александър Митрев |
| Преводач            | Живко Тодоров                                                                                 |
| Тонрежисьор         | Венцислав Станков                                                                             |
| Режисьор на дублажа | Димитър Кръстев                                                                               |